# Billy Root
William „Billy“ Root (* 6. März 1934 in Philadelphia, Pennsylvania; † 30. Juli 2013) war ein US-amerikanischer Jazz-Tenorsaxophonist und Bandleader.

## Werdegang
Billy Root stammte aus einer musikalischen Familie; sein Vater, ein Schlagzeuger, nahm ihn schon früh ins Earle Theater mit, wo in Philadelphia die Bigbands von Ellington, Basie oder Lunceford gastierten. Mit zehn Jahren lernte er Saxophon, mit 16 Jahren spielte er kurz bei Hot Lips Page. Später ging er mit dem Hal McIntyre Orchester auf Tournee und kehrte dann nach Philadelphia zurück, um in Jazzclubs aufzutreten. Im Blue Note spielte er als Mitglied der Hausband bei Auftritten mit Clifford Brown, Roy Eldridge, J. J. Johnson, Sonny Stitt, Eddie Lockjaw Davis, Art Blakey, Miles Davis und Kenny Dorham. 1953 ging er nach New York, wo er mit Bennie Green in einem Orchester im Apollo Theater spielte, das von Earle Warren geleitet wurde.
Root arbeitete auch als Begleitmusiker für Ella Fitzgerald, Sarah Vaughan und Billy Eckstine. Er spielte in den Bands von Bennie Green (an dessen Album Soul Stirrin’ für Blue Note er 1958 mitwirkte) sowie für zwei Jahre im Red Rodney Quintett, ferner in den Bigbands von Buddy Rich, Stan Kenton und als Baritonsaxophonist bei Dizzy Gillespie (Birks Works). 1958 gehörte er dem Hank Mobley Sextett an; 1959 wirkte er bei John Lewis’ Orchesterwerk „European Windows“ als Solist mit. Ende der 1950er Jahre ersetzte er Billy Mitchell in Al Greys Quintett und spielte kurze Zeit im Harry James Orchestra. Mit Mitchell und Grey wirkte er 1957 an Lee Morgans Album Dizzy Atmosphere mit.
Aus familiären Gründen beendete Root Anfang der 1960er-Jahre die Tourneetätigkeit, arbeitete fortan in lokalen Clubs und studierte sieben Jahre Flöten, Klarinette und Bassklarinette, um anschließend in Las Vegas in verschiedenen Orchestern zu spielen, wie 1968 im Philadelphia Orchestra bei Aufführungen von George Gershwins Rhapsody in Blue und Ein Amerikaner in Paris. In Las Vegas arbeitete er ab 1968 mit Stars wie Tony Bennett und Peggy Lee.

## Diskographische Hinweise
- Monday Nights at Birdland – Complete Recordings: Lee Morgan, Curtis Fuller, Hank Mobley & Billy Root (Roulette Records/Fresh Sound Records, 1958)
- Clifford Brown: The Beginning and the End (Columbia Records, 1952–1956)
- Dizzy Gillespie: Birks Works (Verve Records, 1956/57)
- Bennie Green: Go Ahead and Blow! (Ocium, 1948–1954)